# Cordillera (província do Chile)
A Província de Cordillera é uma das províncias do Chile. Localiza-se na parte leste da Região Metropolitana de Santiago, na porção central do Chile.

## Geografia
A província ocupa uma pequena área da depressão intermediária, formada por sedimentos glaciais, fluviais e vulcânicos, e da cordilheira dos Andes até o limite com a Argentina e sua capital e Puente Alto.
As comunas que formam a província são:
- Pirque
- Puente Alto
- San José de Maipo

A província limite-se: a norte com a província de San Felipe de Aconcágua, na Região de Valparaíso; a oeste com as províncias de Santiago e de Maipo; a sudeste com a província de Cachapoal na Região de O'Higgins.

## Turismo

### Cajón Del Maipo
O Vale do Maipo é um dos destinos mais visitados nesta província, podendo chegar a este em caminho pavimentado até a alta cordilheira. Destacam-se as termas de água com sais naturais, entre as quais destacam-se Baños Morales, Baños Colina e El Plomo. O Vale do Maipo também possui vários clubes de campo, entre os quais, destaca-se o famoso clube de campo Las Vizcachas e o autódromo de mesmo nome. O Vale do Maipo se encontra a 25.5 km de Santiago e a 4 km de Puente Alto.

### Pirque
Em Pirque destacam-se a igreja e sua linda zona típica ao entrar pela Av. Concha y Toro dobrando à direita para chegar à famosa vinícola Concha y Toro.
A vinícola Concha y Toro é uma das maiores vinícolas do Chile e uma das mais modernas.

### El Principal
É um conjunto de casas que pertenceu à grande fazenda el principal. As terras foram originalmente chamadas "estancias del principal" sua igreja, a grande casa patronal.

### Reserva Nacional Río Clarillo
Oferece paisagens precordilheranas no vale do Rio Clarillo. Estão presentes montanhas com cactus, bosques e arbustos. O Rio Clarillo, de águas transparente, corre sobre as rochas de curiosas formações, compondo belas piscinas naturais.